# Incov
Incov Alba Iulia este cea mai mare companie producătoare de covoare din România.
A fost fondată în 1979 și a fost preluată în decembrie 2006 de către grupul Acvila, cu activități în domeniul materialelor de construcții termoizolante.
Compania Incov a intrat în insolvență în decembrie 2008.

## Informații financiare[2]
| Ani  | Venituri | Cheltuieli | Profit   | Inventar | Rezerve | Creanțe | Datorii  | Banca și numerar | Angajați |
| ---- | -------- | ---------- | -------- | -------- | ------- | ------- | -------- | ---------------- | -------- |
| 2021 | 95365    | 67954      | 33730    | 281510   | 0       | 3879892 | 21394001 | 2390             | ?        |
| 2020 | 48587    | 116571     | -61665   | 281510   | 0       | 3823587 | 21372319 | 3282             | ?        |
| 2019 | 81847    | 721296     | -633130  | 624180   | 0       | 3853996 | 21376877 | 39096            | ?        |
| 2018 | 11307846 | 18711190   | -7397025 | 624180   | 0       | 4186979 | 21870734 | 830449           | 8        |
| 2017 | 1216707  | 564053     | 658973   | 4185362  | 0       | 4451889 | 31561659 | 11633            | 9        |
| 2016 | 85244    | 467181     | -375618  | 3866616  | 0       | 4493397 | 32027173 | 40412            | 12       |